# Monteleone d'Orvieto
Monteleone d'Orvieto is een gemeente in de Italiaanse provincie Terni (regio Umbrië) en telt 1598 inwoners (31-12-2004). De oppervlakte bedraagt 23,9 km², de bevolkingsdichtheid is 67 inwoners per km².

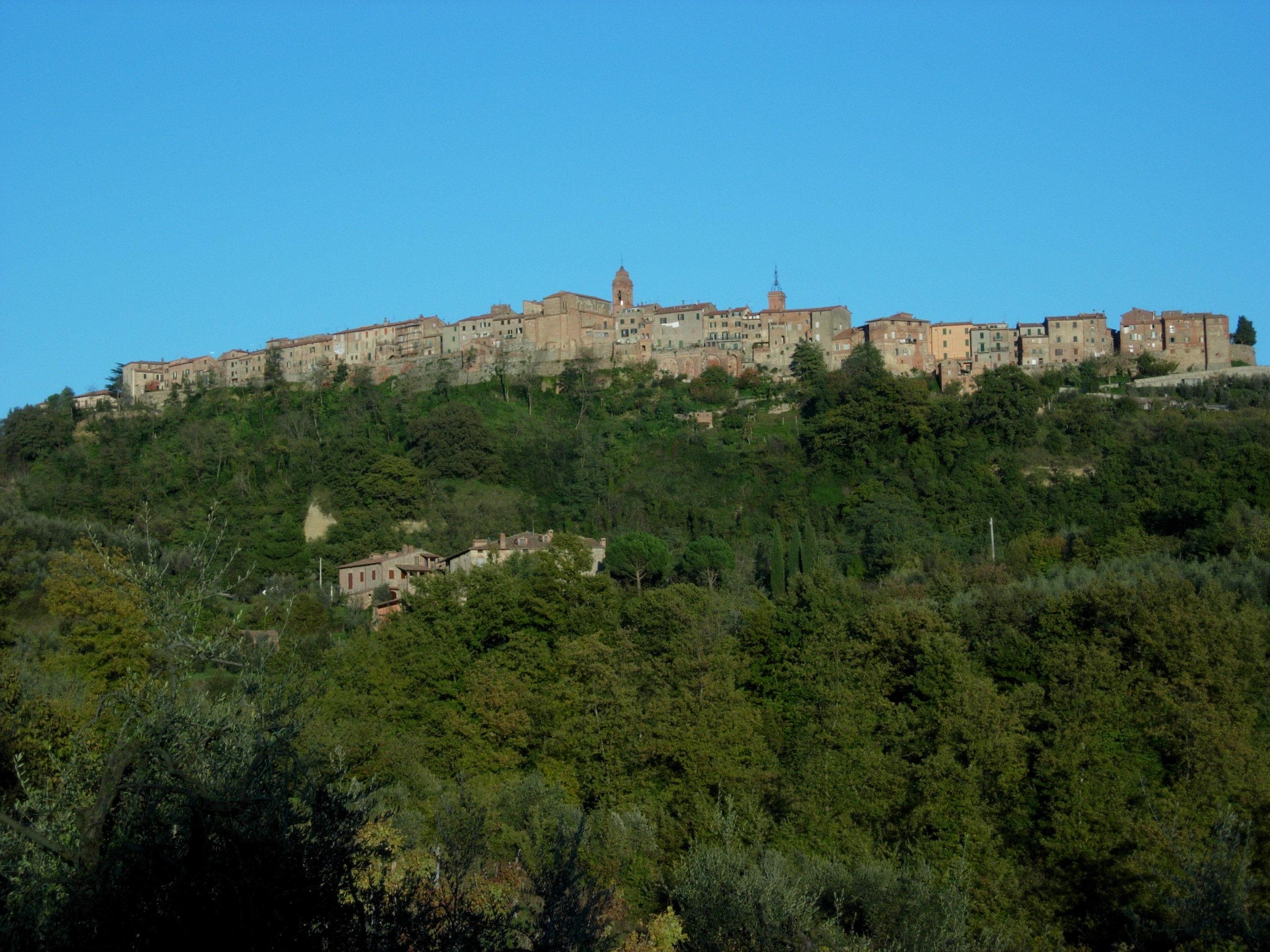
Monteleone d'Orvieto
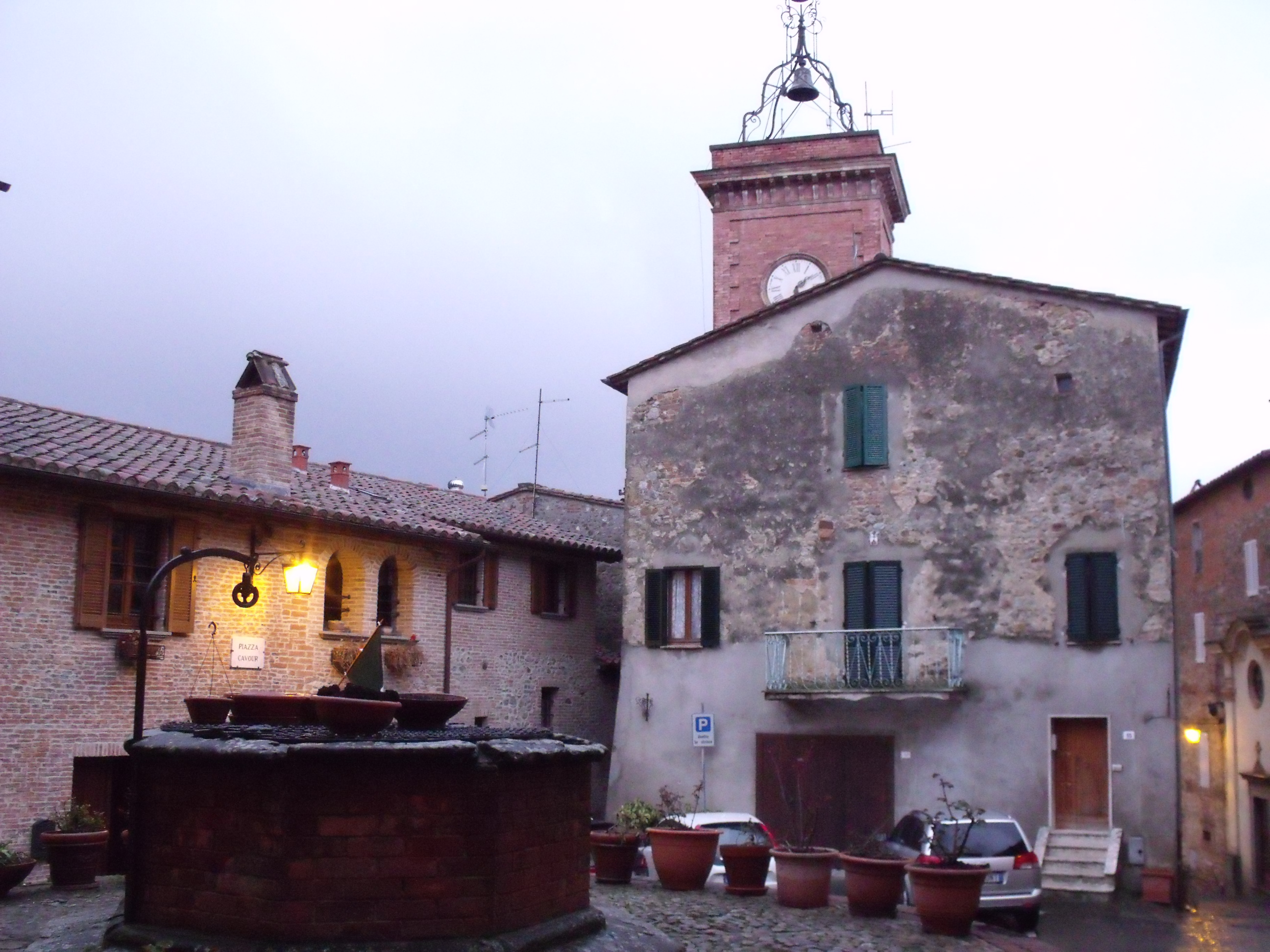
Piazza Cavour
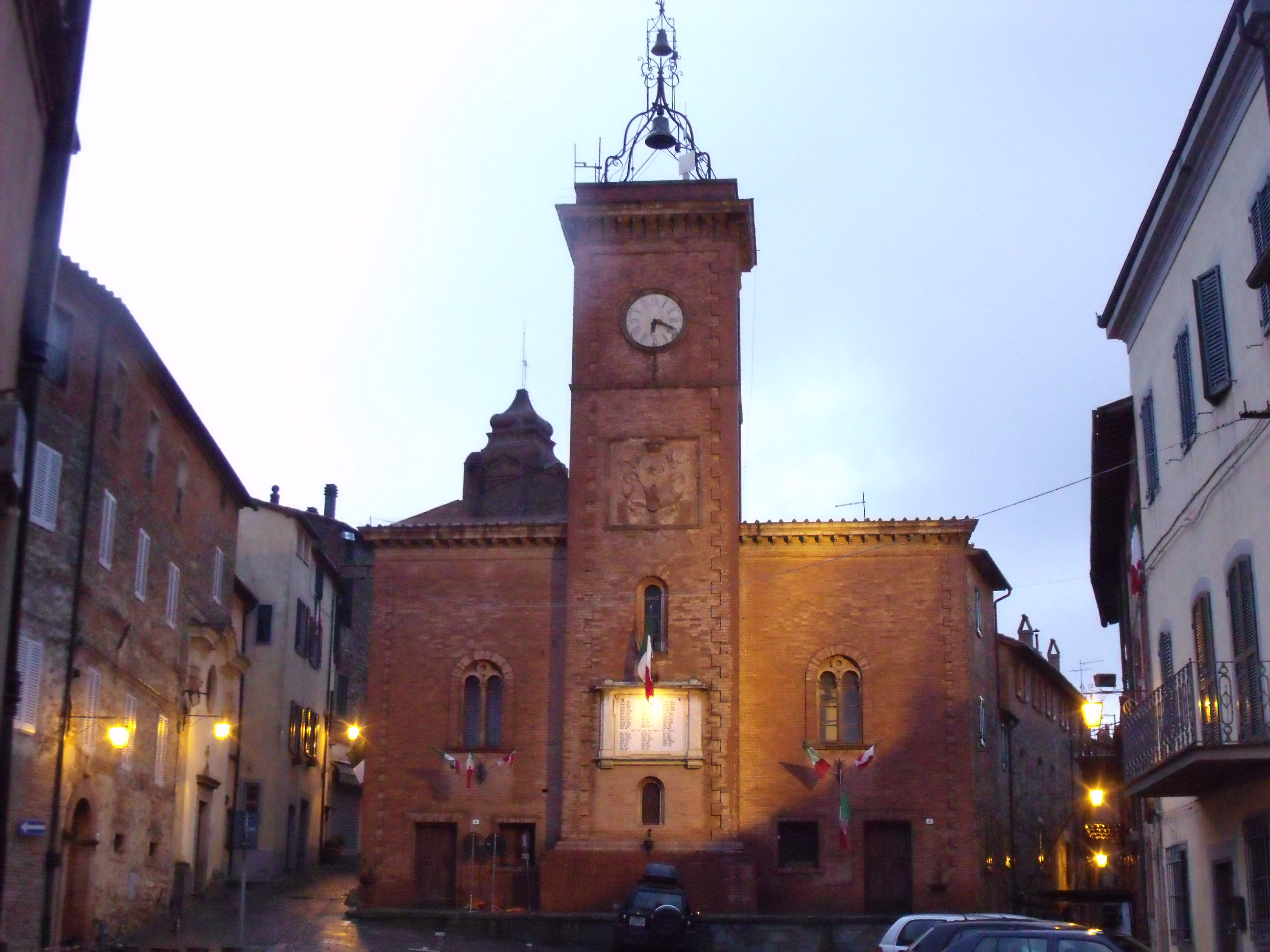
Centrum

## Demografie
Monteleone d'Orvieto telt ongeveer 702 huishoudens. Het aantal inwoners steeg in de periode 1991-2001 met 1,4% volgens cijfers uit de tienjaarlijkse volkstellingen van ISTAT.
| Jaar | Inwoneraantal |
| ---- | ------------- |
| 1991 | 1607          |
| 2001 | 1629          |

## Geografie
De gemeente ligt op ongeveer 500 m boven zeeniveau.
Monteleone d'Orvieto grenst aan de volgende gemeenten: Città della Pieve (PG), Fabro, Montegabbione, Piegaro (PG).
Acquasparta · Allerona · Alviano · Amelia · Arrone · Attigliano · Avigliano Umbro · Baschi · Calvi dell'Umbria · Castel Giorgio · Castel Viscardo · Fabro · Ferentillo · Ficulle · Giove · Guardea · Lugnano in Teverina · Montecastrilli · Montecchio · Montefranco · Montegabbione · Monteleone d'Orvieto · Narni · Orvieto · Otricoli · Parrano · Penna in Teverina · Polino · Porano · San Gemini · San Venanzo · Stroncone · Terni
1. ↑  https://demo.istat.it/?l=it.